# Jean-Paul-Preis

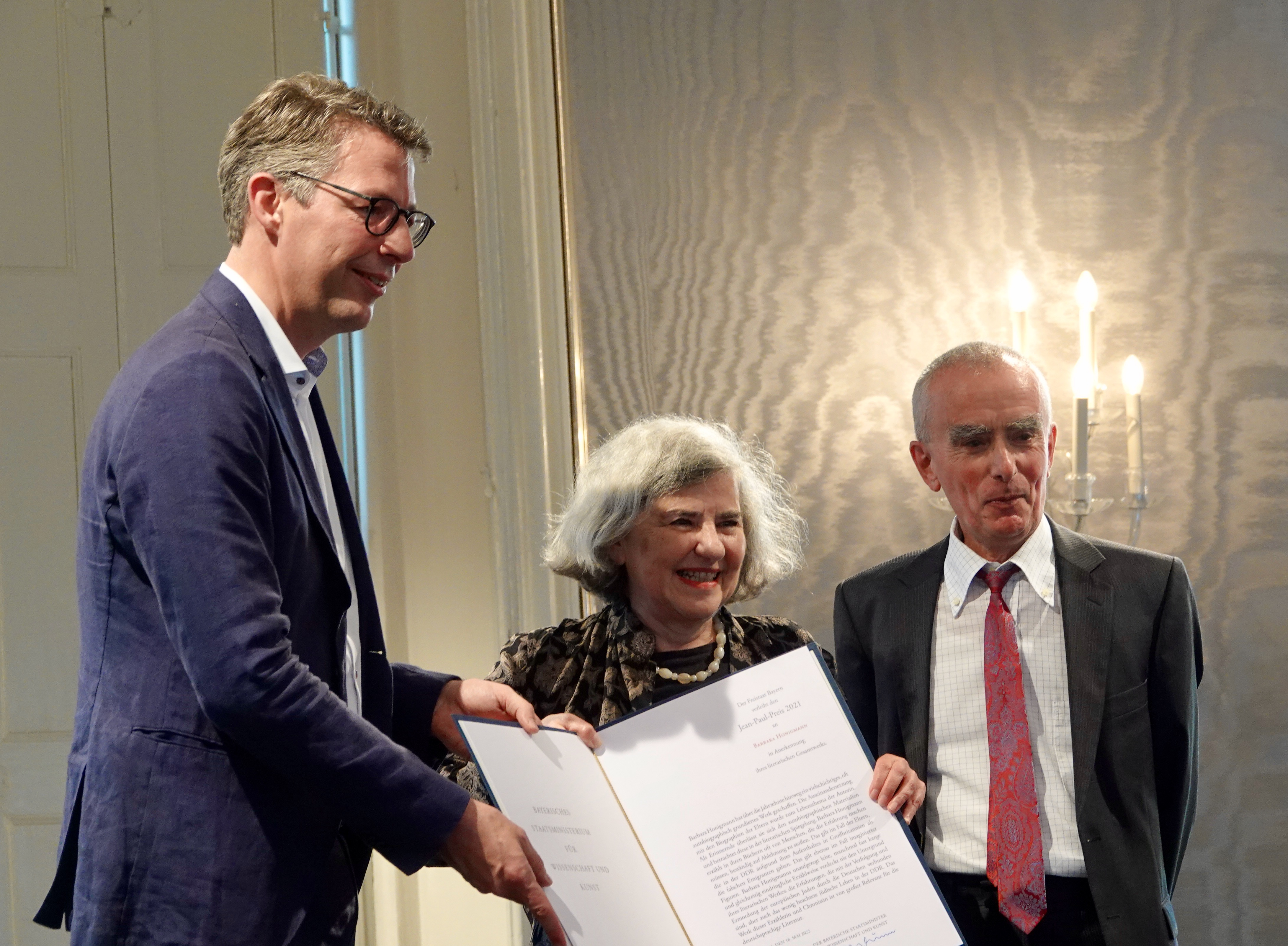
Preisträgerin 2021: Barbara Honigmann. Links: der Bayerische Staatsminister Markus Blume, rechts: der Laudator Wolfgang Matz

Der Jean-Paul-Preis ist ein Literaturpreis, der vom Freistaat Bayern alle zwei Jahre, bis 2002 alternierend mit dem Karl-Vossler-Preis, als Bayerischer Literaturpreis vergeben wird.
Der Preis zu Ehren Jean Pauls ist mit 20.000 Euro dotiert und würdigt das literarische Gesamtwerk einer deutschsprachigen Schriftstellerin bzw. eines deutschsprachigen Schriftstellers. Die Preise verleiht der Bayerische Staatsminister für Wissenschaft und Kunst auf der Grundlage von Vorschlägen einer Jury.

## Preisträger
- 1983 Hans Egon Holthusen
- 1985 Friedrich Dürrenmatt
- 1987 Botho Strauß
- 1989 Horst Bienek
- 1991 Hermann Lenz
- 1993 Gertrud Fussenegger
- 1995 Siegfried Lenz
- 1997 Günter de Bruyn
- 1999 Herbert Rosendorfer
- 2001 Gerhard Polt
- 2003 Thomas Hürlimann
- 2005 Sarah Kirsch
- 2007 Uwe Dick
- 2009 Eckhard Henscheid
- 2011 Brigitte Kronauer
- 2013 Petra Morsbach
- 2015 Gerhard Roth
- 2017 Alexander Kluge
- 2019 Ursula Krechel
- 2021 Barbara Honigmann
- 2023 Nico Bleutge[1]
- 2025 Christine Wunnicke[2]

### Fotos von der Verleihung des Jean-Paul-Preises 2021

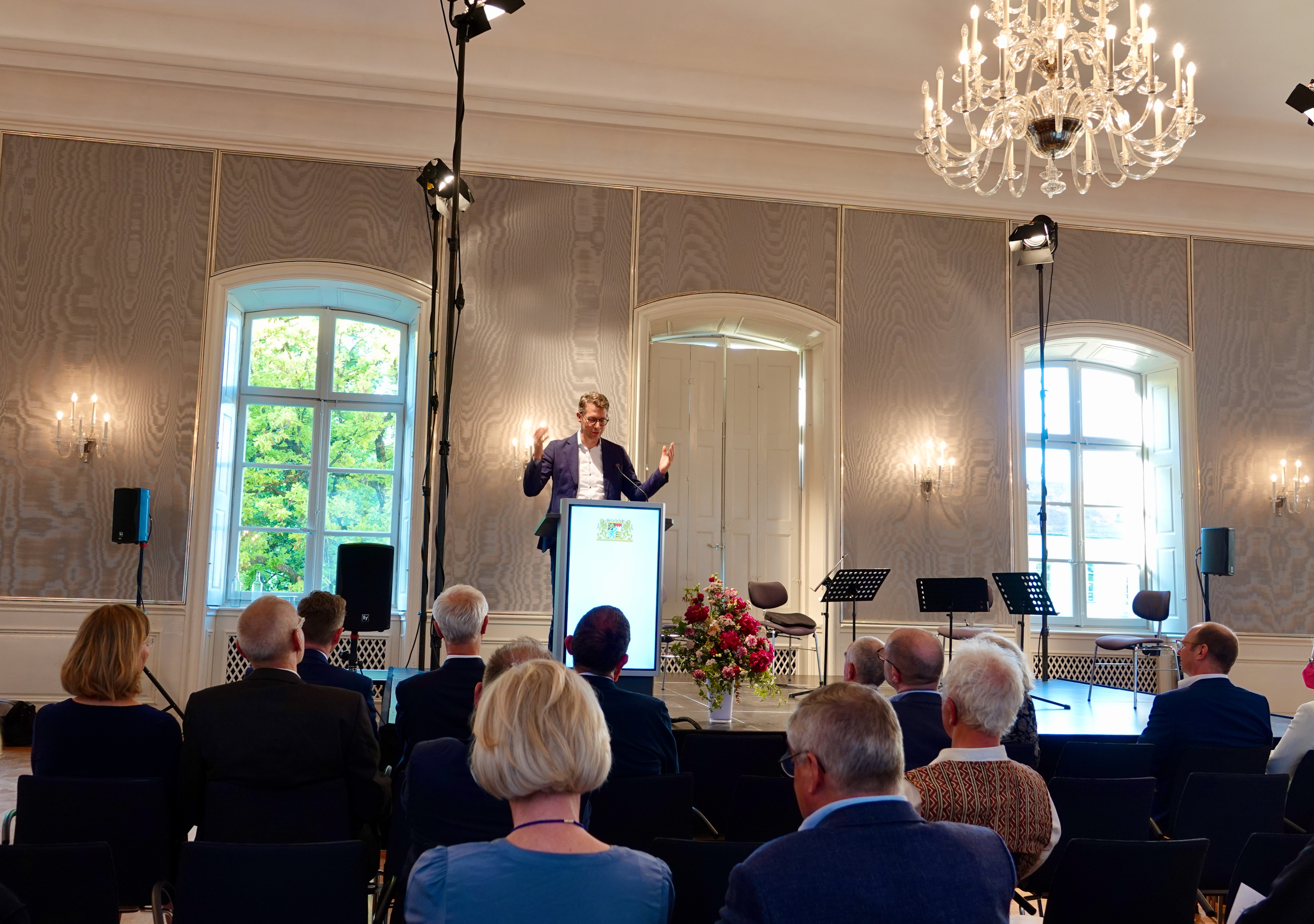
Ansprache von Staatsminister Markus Blume
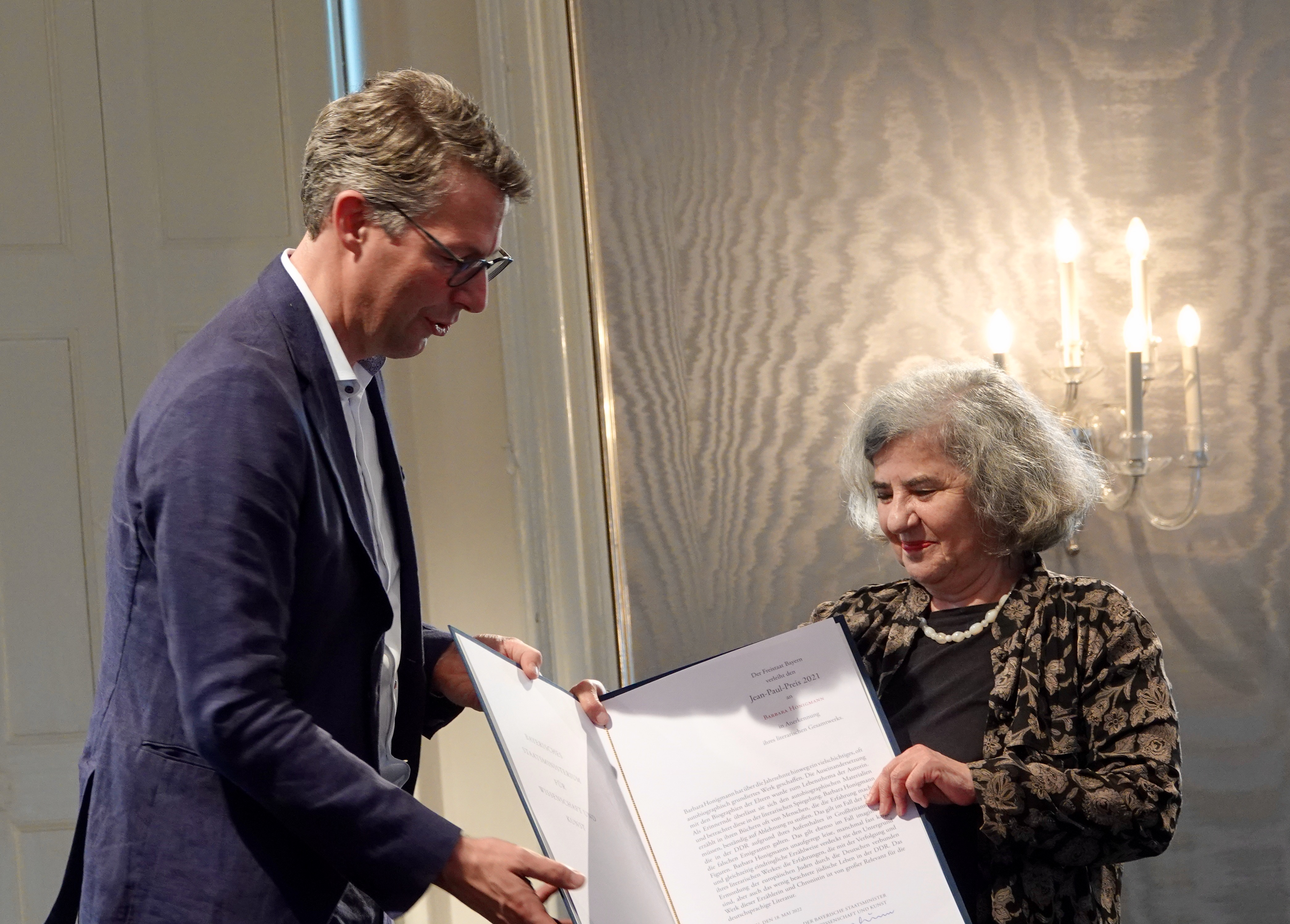
Urkundenüberreichung an Barbara Honigmann
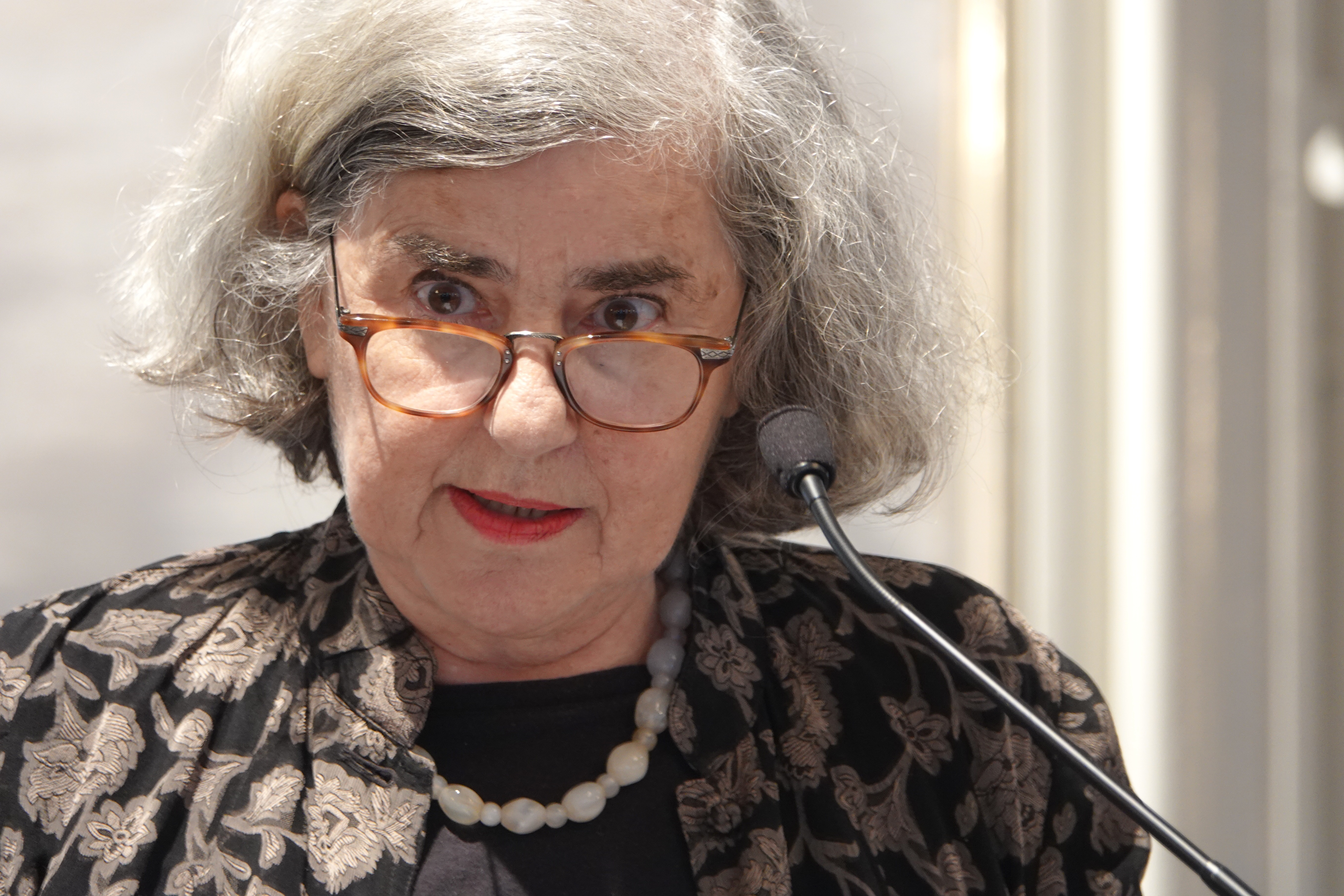
Lesung der Preisträgerin
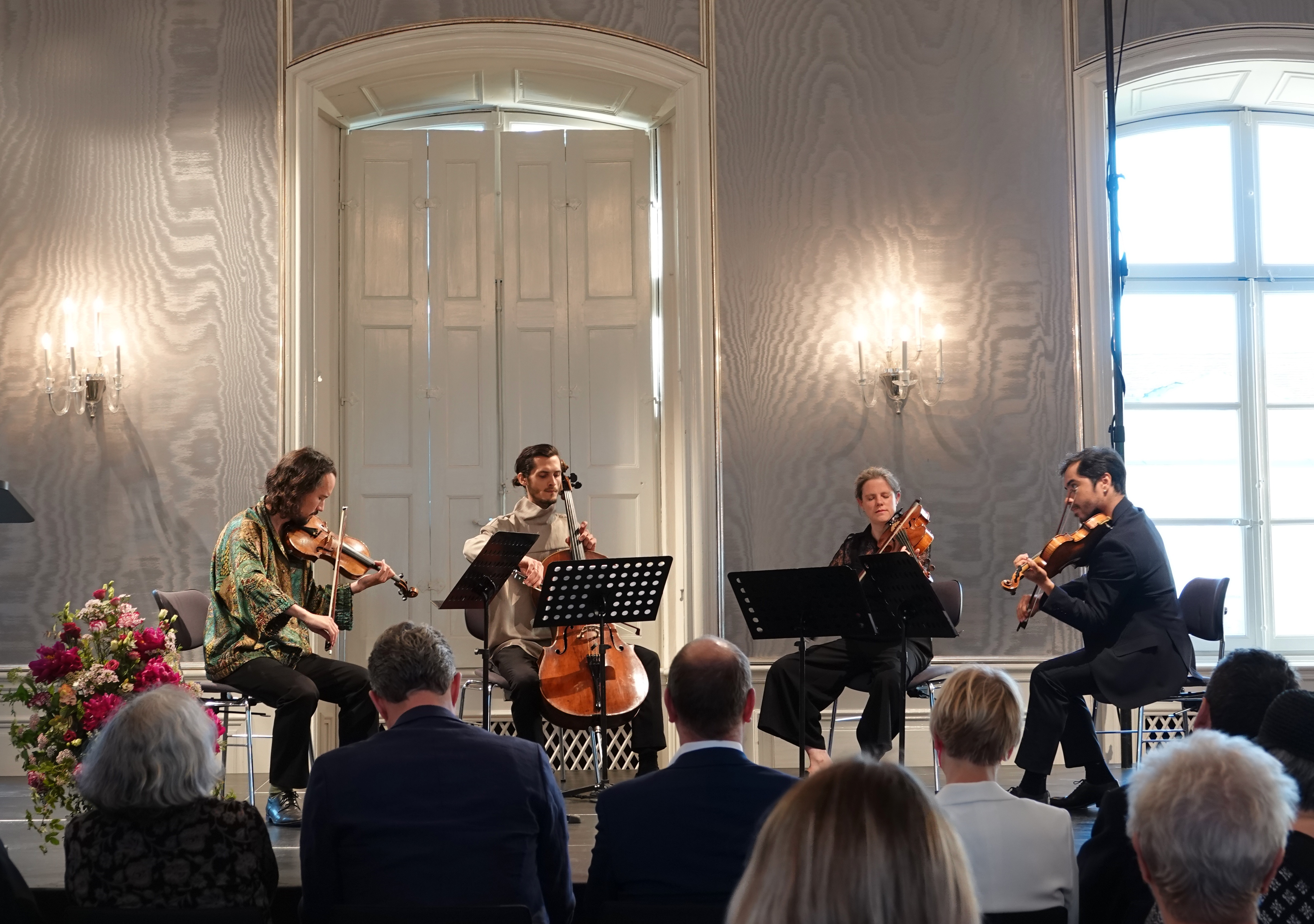
Das Paranormale String Quartett